# 2017年世界運動會中華台北代表團
2017年世界運動會中華台北代表團是中華民國（台灣）以“中華台北”名義，參與在波蘭弗羅茨瓦夫舉行的2017年世界運動會。

## 獎牌統計

### 獎牌項目
| 項目     | 金牌 | 銀牌 | 銅牌 | 總數 |
| -------- | ---- | ---- | ---- | ---- |
| 拔河     | 1    | 0    | 0    | 1    |
| 滑輪溜冰 | 0    | 2    | 1    | 3    |
| 合球     | 0    | 1    | 0    | 1    |
| 空手道   | 0    | 1    | 0    | 1    |
| 健力     | 0    | 0    | 2    | 2    |

### 獎牌得主
| 獎牌 | 運動員                                                                                                   | 運動     | 項目                    |
| ---- | --- | -------- | ----------------------- |
| 金牌 | 陳姿蓉、鄭懷云、黃婷宜 李勻錡、田嘉蓉、高巧宜 李洳君、高佳儀、李庭瑄                                     | 拔河     | 女子540公斤級           |
| 銀牌 | 黃念華、黃子堯、陳俊達 莊翔琳、高禎佑、吳俊賢 吳書安、全盈燕、曲書平 李宙縈、林思宇、林雅雯 張書綺、林沁 | 合球     | 混合團體                |
| 銀牌 | 文姿云                                                                                                   | 空手道   | 女子對打55公斤級        |
| 銀牌 | 陳映竹                                                                                                   | 滑輪溜冰 | 女子200公尺公路計時賽   |
| 銀牌 | 陳映竹                                                                                                   | 滑輪溜冰 | 女子500公尺公路爭先賽   |
| 銅牌 | 楊合貞                                                                                                   | 滑輪溜冰 | 女子10000公尺積分淘汰賽 |
| 銅牌 | 陳葦綾                                                                                                   | 健力     | 女子輕量級              |
| 銅牌 | 吳惠君                                                                                                   | 健力     | 女子中量級              |

## 蹼泳
- 陳巧穎：女子雙蹼50公尺（第5名）

## 射箭
- 陳怡瑄：女子個人複合弓（第17名）

## 撞球
- 柯秉逸：男子個人花式9號球（第4名）
- 周婕妤：女子個人花式9號球（第5名）

## 保齡球

### 男子組
- 洪焜毅：男子單人賽（第21名）
- 謝金良：男子單人賽（第30名）
- 洪焜毅、謝金良：男子雙人賽（未晉級）

### 女子組
- 潘育分：女子單人賽（第27名）
- 蔡昕宜：女子單人賽（第28名）
- 潘育分、蔡昕宜：女子雙人賽（未晉級）

## 輕艇水球
- 李詠緒、簡卲鴻、蕭偉宸、許晉晏、趙子興、黃嚴誼、黃騰輝、吳東洋：男子團體（未晉級）

## 沙灘手球
- 簡岑珍、蔣佳云、湯媃安、陳思妤、張玉慧、謝念恩、俞麗娟、陳淑芬、黃稚珊、林思妤：女子團體（第7名）

## 泰拳
- 陳禹希：男子54公斤級（第5名）

## 空手道
| 選手   | 項目          | 淘汰循環賽（B組） 第2場   | 淘汰循環賽（B組） 第4場       | 淘汰循環賽（B組） 第5場        | 準決賽                     | 決賽                          | 排名 |
| 選手   | 項目          | 對手 分數                 | 對手 分數                     | 對手 分數                      | 對手 分數                  | 對手 分數                     | 排名 |
| ------ | ------------- | ------------------------- | ----------------------------- | ------------------------------ | -------------------------- | ----------------------------- | ---- |
| 文姿云 | 女子 55公斤級 | 法国THOUY Emilie · 敗 0-1 | KNAPP Tmeika Francis · 勝 8-0 | 波兰BANASCZCYK Dorota · 勝 4-0 | 意大利CARDIN Sara · 勝 1-0 | 巴西KUMIZAKI Valeria · 敗 0-1 |      |

## 合球
- 黃念華、黃子堯、陳俊達、莊翔琳、高禎佑、吳俊賢、吳書安、全盈燕、曲書平、李宙縈、林思宇、林雅雯、張書綺、陳沁：
  - 混合團體（ 銀牌）

## 定向越野

### 男子組
- 劉承勛：
  - 男子短距離（第40名）
  - 男子中距離（第39名）

### 女子組
- 王庭瑄：
  - 女子短距離（第37名）
  - 女子中距離（第38名）

## 健力

### 男子組
- 謝宗庭：男子輕量級（第4名）
- 林逸鈞：男子輕量級（第7名）

### 女子組
- 陳葦綾：女子輕量級（ 銅牌）
- 吳惠君：女子中量級（ 銅牌）
- 張雅雯：女子超重量級（第10名）

## 滑輪溜冰

### 男子組
- 高茂傑：
  - 男子300公尺場地計時賽（第7名）
  - 男子500公尺場地爭先賽（第8名）
  - 男子200公尺公路計時賽（第6名）
- 黃玉霖：
  - 男子300公尺場地計時賽（第8名）
  - 男子500公尺場地爭先賽（第9名）
  - 男子500公尺公路爭先賽（第10名）
- 陳彥成：
  - 男子10000公尺公路積分賽（第11名）
  - 男子20000公尺公路淘汰賽（第9名）

### 女子組
- 陳映竹：
  - 女子200公尺公路計時賽（ 銀牌）
  - 女子500公尺公路爭先賽（ 銀牌）
- 楊合貞：
  - 女子300公尺場地計時賽（第8名）
  - 女子500公尺場地爭先賽（第4名）
  - 女子10000公尺場地計分賽（ 銅牌）
  - 女子15000公尺場地淘汰賽（第5名）
  - 女子10000公尺公路積分賽（第4名）
  - 女子20000公尺公路淘汰賽（第6名）
- 李孟竹：
  - 女子300公尺場地計時賽（第10名）
  - 女子500公尺場地爭先賽（第12名）
  - 女子1000公尺場地爭先賽（第6名）
  - 女子10000公尺場地積分賽（第4名）
  - 女子15000公尺場地淘汰賽（第4名）
  - 女子20000公尺公路淘汰賽（第5名）

### 混合組
- 簡佳聖、佟玟蓁：雙人花式（第6名）

## 相撲
- 蕭惠珊：女子輕量級（未晉級）
- 蕭惠珊：女子無限量級（未晉級）

## 拔河
- 陳姿蓉、鄭懷云、黃婷宜、李勻錡、田嘉蓉、高巧宜、李洳君、高佳儀、李庭瑄：女子540公斤級（ 金牌）